# Neophygas
Neophygas microcephalus es una  especie de coleóptero adéfago de la familia Carabidae y el único miembro del género monotípico Neophygas.